# D.J.カラスコ
ダニエル・J・カラスコ（Daniel J. "D. J." Carrasco, 1977年4月12日 - ）はアメリカ合衆国アリゾナ州サフォード出身の元プロ野球選手（投手）。野球指導者。

## 経歴
ピマ・コミュニティ大学を卒業後、1997年のMLBドラフト26巡目でボルチモア・オリオールズに指名され契約。

### マイナー時代
オリオールズのマイナー組織では登板は無いまま、1998年はクリーブランド・インディアンスへ移籍した。ここでは、マイナーで投げた。
1999年からは、ピッツバーグ・パイレーツのマイナーでプレーした。
2002年にルール5ドラフトでカンザスシティ・ロイヤルズへ移籍した。

### メジャー昇格とロイヤルズ時代
2003年にメジャー初昇格。その後先発、中継ぎとして定着し、3年間で101試合に登板し、14勝15敗2セーブ、防御率4.81の成績を残した。

### 日本球界時代
2006年は投手陣に不安を抱えていた福岡ソフトバンクホークスの目に留まり、推定総額2年5億円の契約を結び入団した。オーバー、サイド、アンダーからの速球や鋭い変化球（主な変化球の球種はカーブ、スライダー、チェンジアップ、カットボール）を武器に、当初は先発ローテーション入りが期待されていた。
しかし、3試合に先発したものの、期待通りのピッチングを見せることはなくファームに降格。その後、再度チャンスを与えられるも結果を残すことが出来ず、ファーム生活が続いていた。結局1年の契約を残しながら11月15日に球団から正式に戦力外通告を受けた後、12月1日に自由契約。

### アメリカ球界復帰
その後、アリゾナ・ダイヤモンドバックスとマイナー契約を結んだ。
2007年は、マイナーで投げた。

### ホワイトソックス時代

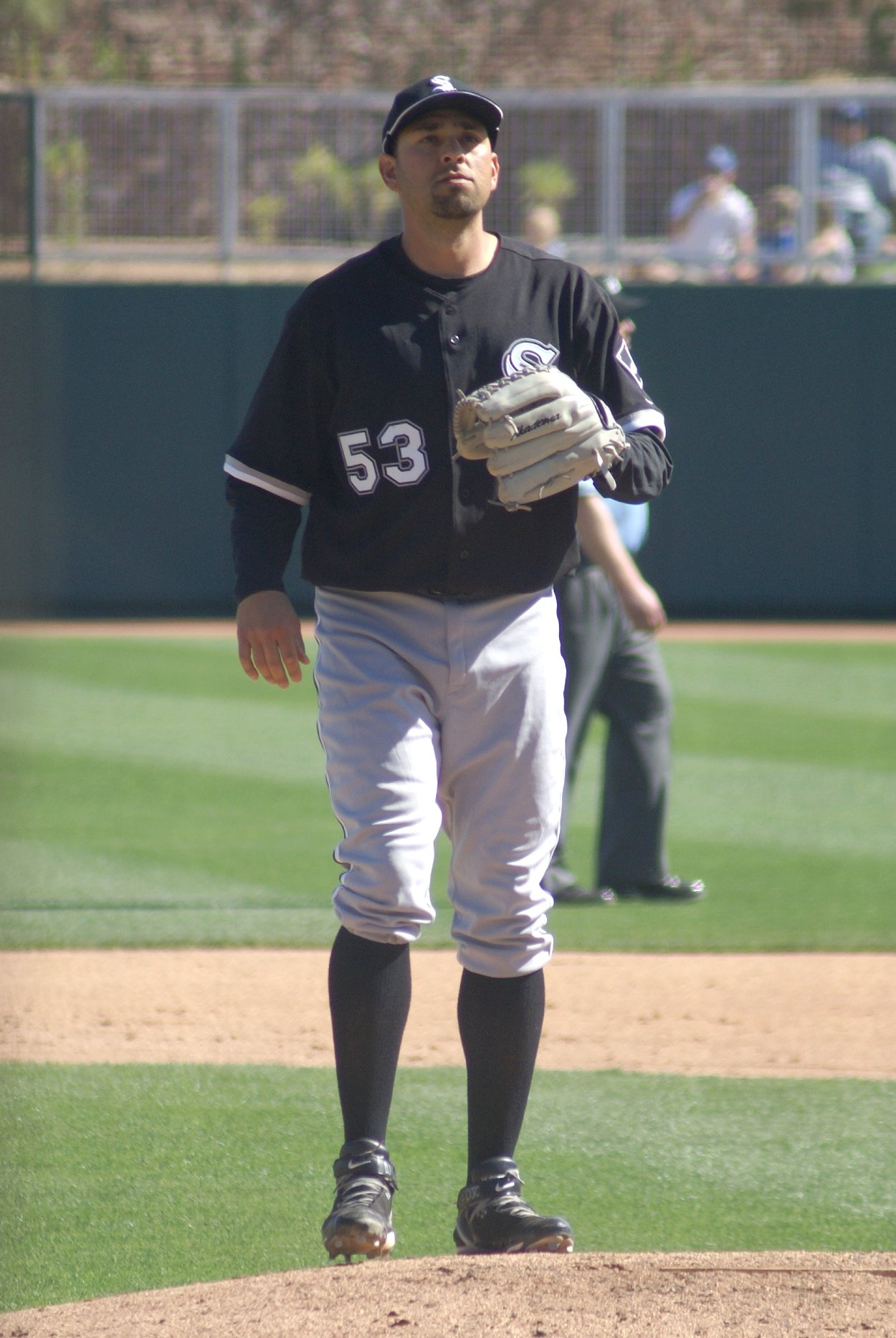
2009年3月1日

2008年1月11日にシカゴ・ホワイトソックスとマイナー契約。この年も開幕メジャー入りはならなかったが、7月9日にボビー・ジェンクスの故障に伴いメジャー復帰を果たした。
2009年12月12日にノーテンダーFAになった。

### パイレーツ時代
2010年1月13日、ピッツバーグ・パイレーツとマイナー契約を結んだ。

### ダイヤモンドバックス時代
2010年7月31日に、ボビー・クロスビーとライアン・チャーチと共に、クリス・スナイダーとペドロ・シリアコとのトレードでアリゾナ・ダイヤモンドバックスへ移籍。

### メッツ時代
2010年12月にニューヨーク・メッツと2年契約を結ぶ。
2012年5月25日に解雇された。

### ブレーブス時代
2012年6月20日、アトランタ・ブレーブスと契約を結ぶ。しかし、7月4日に解雇されたため、後に現役を引退した。

### 現役引退後
ロサンゼルス・ドジャースでアドバンスト・スカウトとして活動。その一方で、2017年の第4回ワールド・ベースボール・クラシック（WBC）では、予選1組に出場したニュージーランド代表チームのブルペンコーチを務めた。さらに、2018・2019年度のオーストラリアン・ベースボールリーグでは、ドジャースから投手コーチとしてオークランド・トゥアタラへ派遣。2019年度のリーグ期間中には、ドジャースの傘下球団に所属する北方悠誠（元・横浜DeNAベイスターズ→ソフトバンク投手）を自身の推薦でオークランドに迎え入れたほか、村中恭兵（元・東京ヤクルトスワローズ）などの日本人投手を指導している。
なお、2020年1月14日には、シラキュース・メッツ（現役時代の最後に所属していたメッツ傘下のAAA級球団）で投手コーチを務めることが発表されていた。もっとも、同年には世界規模で新型コロナウイルスへの感染が拡大している影響で、AAA級を含むマイナーリーグが全面中止に追い込まれている。

## 詳細情報

### 年度別投手成績
| 年 度    | 球 団        | 登 板 | 先 発 | 完 投 | 完 封 | 無 四 球 | 勝 利 | 敗 戦 | セ 丨 ブ | ホ 丨 ル ド | 勝 率 | 打 者 | 投 球 回 | 被 安 打 | 被 本 塁 打 | 与 四 球 | 敬 遠 | 与 死 球 | 奪 三 振 | 暴 投 | ボ 丨 ク | 失 点 | 自 責 点 | 防 御 率 | W H I P |
| -------- | ------------ | ----- | ----- | ----- | ----- | -------- | ----- | ----- | -------- | ----------- | ----- | ----- | -------- | -------- | ----------- | -------- | ----- | -------- | -------- | ----- | -------- | ----- | -------- | -------- | ------- |
| 2003     | KC           | 50    | 2     | 0     | 0     | 0        | 6     | 5     | 2        | 6           | .545  | 355   | 80.1     | 82       | 8           | 40       | 4     | 7        | 57       | 6     | 0        | 44    | 43       | 4.82     | 1.52    |
| 2004     | KC           | 30    | 0     | 0     | 0     | 0        | 2     | 2     | 0        | 4           | .500  | 163   | 35.1     | 41       | 5           | 15       | 3     | 3        | 22       | 2     | 0        | 22    | 19       | 4.84     | 1.58    |
| 2005     | KC           | 21    | 20    | 1     | 0     | 1        | 6     | 8     | 0        | 0           | .429  | 511   | 114.2    | 129      | 11          | 51       | 2     | 6        | 49       | 7     | 3        | 67    | 61       | 4.79     | 1.57    |
| 2006     | ソフトバンク | 3     | 3     | 0     | 0     | 0        | 0     | 3     | 0        | 0           | .000  | 63    | 10.1     | 22       | 3           | 10       | 0     | 1        | 9        | 1     | 0        | 17    | 17       | 14.81    | 3.10    |
| 2008     | CWS          | 31    | 0     | 0     | 0     | 0        | 1     | 0     | 0        | 7           | 1.000 | 158   | 38.2     | 30       | 2           | 14       | 1     | 5        | 30       | 0     | 0        | 17    | 17       | 3.96     | 1.14    |
| 2009     | CWS          | 49    | 1     | 0     | 0     | 0        | 5     | 1     | 0        | 0           | .833  | 405   | 93.1     | 103      | 5           | 29       | 4     | 2        | 62       | 3     | 0        | 42    | 39       | 3.76     | 1.41    |
| 2010     | PIT          | 45    | 0     | 0     | 0     | 0        | 2     | 2     | 0        | 5           | .500  | 232   | 55.2     | 50       | 4           | 22       | 1     | 4        | 45       | 4     | 0        | 24    | 24       | 3.88     | 1.29    |
| 2010     | ARI          | 18    | 0     | 0     | 0     | 0        | 1     | 0     | 0        | 2           | 1.000 | 98    | 22.2     | 18       | 1           | 12       | 2     | 1        | 20       | 2     | 0        | 15    | 8        | 3.18     | 1.32    |
| '10計    | ARI          | 63    | 0     | 0     | 0     | 0        | 3     | 2     | 0        | 7           | .600  | 330   | 78.1     | 68       | 5           | 34       | 3     | 5        | 65       | 6     | 0        | 39    | 32       | 3.68     | 1.30    |
| 2011     | NYM          | 42    | 1     | 0     | 0     | 0        | 1     | 3     | 0        | 2           | .250  | 225   | 49.1     | 67       | 7           | 16       | 4     | 6        | 27       | 3     | 1        | 35    | 33       | 6.02     | 1.68    |
| 2012     | NYM          | 4     | 0     | 0     | 0     | 0        | 0     | 0     | 0        | 0           | ----  | 18    | 3.2      | 6        | 2           | 0        | 0     | 1        | 3        | 1     | 0        | 3     | 3        | 7.36     | 1.64    |
| MLB：8年 | MLB：8年     | 290   | 24    | 1     | 0     | 1        | 24    | 21    | 2        | 26          | .533  | 2165  | 493.2    | 526      | 45          | 199      | 21    | 35       | 315      | 28    | 4        | 269   | 247      | 4.50     | 1.47    |
| NPB：1年 | NPB：1年     | 3     | 3     | 0     | 0     | 0        | 0     | 3     | 0        | 0           | .000  | 63    | 10.1     | 22       | 3           | 10       | 0     | 1        | 9        | 1     | 0        | 17    | 17       | 14.81    | 3.10    |

- 各年度の太字はリーグ最高

### 記録
NPB
- 初登板・初先発：2006年3月29日、対西武ライオンズ2回戦（北九州市民球場）、4回1/3を9失点で敗戦投手
- 初奪三振：同上、2回表に中村剛也から空振り三振

### 背番号
- 59 （2003年）
- 21 （2004年 - 2005年）
- 00 （2006年）
- 53 （2008年 - 2010年途中）
- 77 （2010年途中 - ）

### コーチ歴
- 2017 ワールド・ベースボール・クラシック・ニュージーランド代表